# Präsidentschaftswahl in der Slowakei 2004
Die Präsidentschaftswahl in der Slowakei 2004 fand am 3. (erste Runde) und 17. (zweite Runde) April 2004 statt. Es war die zweite Direktwahl des Präsidenten der Slowakei.
Ivan Gašparovič konnte in der zweiten Wahlrunde Vladimír Mečiar besiegen und wurde zum dritten Präsidenten gewählt.

## Kandidaten und Umfragen
Die drei aussichtsreichsten Kandidaten für das Präsidentenamt waren der Außenminister der zweiten Regierung von Mikuláš Dzurinda, Eduard Kukan (unterstützt von der regierenden SDKÚ), der ehemalige dreifache Premierminister Vladimír Mečiar (unterstützt von der Oppositionspartei HZDS) und Ivan Gašparovič (unterstützt von Smer und HZD).
Aus dem gesamten Feld von zwölf Kandidaten waren noch der amtierende Präsident Rudolf Schuster (formell unabhängig, unterstützt von der KSS), der ehemalige slowakische Botschafter in den Vereinigten Staaten Martin Bútora und der ehemalige Parlamentspräsident František Mikloško (unterstützt von der KDH) nennenswert.
Laut einer Umfrage der Agentur MVK im März 2004 wurde für den Regierungskandidaten Kukan mit 31 % als Sieger in der ersten Wahlrunde prognostiziert; Ivan Gašparovič hätte 21,1 % der Stimmen bekommen und wäre damit in die zweite Wahlrunde vorgerückt. Mečiar (20,5 %), Bútora (8,5 %), Schuster (7,7 %) und Mikloško (7,3 %) wären in der ersten Runde gescheiternt.

## Wahlergebnis

### Erster Wahlgang
In der ersten Wahlrunde siegte Vladímir Mečiar vor Ivan Gašparovič und Eduard Kukan, der als Drittplatzierter scheiterte. Kukan hat die Mehrheit in den Großstädten Bratislava und Košice, in den Regionen Záhorie und Podunajsko erhalten; Ivan Gašparovič konnte in absoluten Zahlen nur in den Bezirken Lučenec und Martin siegen. In der übrigen Slowakei dominierte Mečiar.
Gleichzeitig fand auch ein von der Opposition und Gewerkschaften initiiertes Referendum über die Absetzung der Regierung und über vorzeitige Neuwahlen statt; welches aber aufgrund zu geringer Wahlbeteiligung (35,86 %) keinen Erfolg hatte.
Anmerkung: Ľubomír Roman gab seine Kandidatur noch vor der Wahl auf.

### Zweiter Wahlgang
In der zweiten Wahlrunde siegte Gašparovič mit fast 60 %; Mečiar konnte nur in 8 von 50 Wahlbezirken eine Mehrheit erreichen.

### Gesamtergebnis
| Kandidaten                                           | Kandidaten         | Parteien                                                     | 1. Wahlgang | 1. Wahlgang | 2. Wahlgang | 2. Wahlgang |
| Kandidaten                                           | Kandidaten         | Parteien                                                     | Stimmen     | %           | Stimmen     | %           |
| ---------------------------------------------------- | ------------------ | ------------------------------------------------------------ | ----------- | ----------- | ----------- | ----------- |
|                                                      | Ivan Gašparovič    | Hnutie za demokraciu (Smer – ĽÚ – PSNS)                      | 442.564     | 22,3        | 1.079.592   | 59,9        |
|                                                      | Vladimír Mečiar    | Ľudová strana – Hnutie za demokratické Slovensko (SNS – SĽS) | 650.242     | 32,7        | 722.368     | 40,1        |
|                                                      | Eduard Kukan       | Slovenská demokratická a kresťanská únia (DS – SDA)          | 438.920     | 22,1        |             |             |
|                                                      | Rudolf Schuster    | Komunistická strana Slovenska                                | 147.549     | 7,4         |             |             |
|                                                      | František Mikloško | Kresťanskodemokratické hnutie (SMK – OKS)                    | 129.414     | 6,5         |             |             |
|                                                      | Martin Bútora      | Parteilos                                                    | 129.387     | 6,5         |             |             |
|                                                      | Ján Králik         | Strana demokratickej ľavice                                  | 15.873      | 0,8         |             |             |
|                                                      | Jozef Kalman       | Ľavicový blok                                                | 10.221      | 0,5         |             |             |
|                                                      | Július Kubík       | Parteilos                                                    | 7.734       | 0,4         |             |             |
|                                                      | Jozef Šesták       | Parteilos                                                    | 6.785       | 0,3         |             |             |
|                                                      | Stanislav Bernát   | Parteilos                                                    | 5.719       | 0,3         |             |             |
|                                                      | Ľubomír Roman      | Aliancia nového občana                                       | 1.806       | 0,1         |             |             |
| Gesamt                                               | Gesamt             | Gesamt                                                       | 1.986.214   | 100         | 1.801.960   | 100         |
|                                                      |                    |                                                              |             |             |             |             |
| Ungültige Stimmen                                    | Ungültige Stimmen  | Ungültige Stimmen                                            | 29.675      | 1,5         | 26.347      | 1,4         |
| Wähler                                               | Wähler             | Wähler                                                       | 2.015.889   | 47,9        | 1.828.307   | 43,5        |
| Wahlberechtigte                                      | Wahlberechtigte    | Wahlberechtigte                                              | 4.204.899   |             | 4.202.597   |             |
|                                                      |                    |                                                              |             |             |             |             |
| Quellen: Štatistický úrad, 1. Wahlgang – 2. Wahlgang |                    |                                                              |             |             |             |             |